# Acestrorhynchus maculipinna
Acestrorhynchus maculipinna es una especie de pez de la familia Acestrorhynchidae en el orden de los Characiformes.

## Morfología
Los machos pueden llegar alcanzar los 7,9 cm de longitud total.

## Hábitat
Es un pez de agua dulce y de clima tropical.

## Distribución geográfica
Se encuentran en Sudamérica:  cuenca del río Amazonas.